# 米哈伊洛夫島
66°48′S 85°30′E / 66.800°S 85.500°E
米哈伊洛夫島是南極洲的島嶼，位於伊麗莎白公主地，處於西冰架，最高點海拔高度240米，西北面11公里是列斯科夫島，該島嶼在1956年由蘇聯探險隊發現。